# ماري كاروثرز
ماري كاروثرز (بالإنجليزية: Mary Carruthers)‏ هي أكاديمية أمريكية، ولدت في 15 يناير 1941.